# اختلال ضال: العناصر الإجرامية
«اختلال ضال: العناصر الإجرامية» (بالإنجليزية: Breaking Bad: Criminal Elements)‏ كانت لعبة هاتف محمول تستند إلى مسلسل تلفزيوني يحمل نفس الاسم. يبني اللاعبون إمبراطوريتهم الخاصة بالمخدرات تحت جناح الشخصية الرئيسية في العرض، والتر وايت وجيسي بينكمان. استندت العناصر الإجرامية بشكل فضفاض إلى محاولة سابقة لتقديم لعبة محمولة إلى السوق تسمى اختلال ضال: إمبراطورية الأعمال. تم إصدار اللعبة في يونيو 2019 لكل من أندرويد وآيفون. تلقت اللعبة مراجعات فاترة وتم إغلاقها في 6 سبتمبر 2020.

## وصلات خارجية
- (مؤرشف) (بالإنجليزية)